# Un costume pour deux
Pour plus de détails, voir Fiche technique et Distribution.

Un costume pour deux (Hatching Pete) est un téléfilm américain de la collection des Disney Channel Original Movie. La distribution regroupe plusieurs stars des séries Disney Channel : on y retrouve Jason Dolley de Cory est dans la place, Bonne chance Charlie, Minutemen : Les Justiciers du temps et Le Journal de Jaimie ; Mitchel Musso de Hannah Montana et Paire de rois ; Tiffany Thornton de Sonny et Hannah Montana ; Brian Stepanek de La Vie de palace de Zack et Cody et Josie Loren (Championnes à tout prix) aperçue dans Cory est dans la place et Hannah Montana. Lors de sa diffusion américaine, le film a accueilli 4,1 millions de téléspectateurs. Il sera diffusé pour la première fois en France le mercredi 23 septembre à 18 h 35 sur Disney Channel et le samedi 14 novembre 2009 sur NRJ 12.

## Synopsis
C’est l’histoire d’un lycéen timide, Pete (Jason Dolley), qui lutte pour être remarqué par les autres.
Lorsque son meilleur ami Poole (Mitchel Musso) a besoin d’une pause comme mascotte de l’école à cause d’une réaction allergique au costume de poulet qu’il porte, il convainc Pete de le remplacer pendant un match de basket-ball. Une fois que Pete enfile son costume, sa timidité disparaît et un tout nouveau Pete apparaît, plein d’humour, et captive l’école, mais aussi toute la ville.
Poole bénéficie alors de tous les avantages des performances de Pete, y compris une petite amie pom-pom girl. Pete devra décider s'il veut que le monde sache qui est vraiment derrière cette mascotte qui fait rêver l’école et la ville.

## Distribution
- Jason Dolley (VF : Alexandre Nguyen) : Pete Ivey
- Mitchel Musso (VF : Kelyan Blanc) : Cletus Poole
- Josie Loren (VFB : Alexandra Correa) : Angela Morrissey
- Brian Stepanek (VFB : Tony Beck) : Coach Mackey
- Tiffany Thornton (VFB : Alice Ley) : Jamie Wynn
- Crawford Wilson : Dil
- Amber Mirza : Annie
- Edward Herrmann : le Principal

## Version française
- Société : Dubbing Brothers
- Direction artistique : Magali Barney
- Adaptation : Christian Niemiec et Ludovic Manchette

## Musique
La chanson du film s'appelle Let it Go et est interprétée par Mitchel Musso et Tiffany Thornton. La chanson Ready to Rock à la fin du film est interprétée par Steve Rushton.